# Adriaan Alsema
Adriaan Alsema (IJmuiden, 14 september 1975) is een Nederlands journalist, muzikant en voorman van the Good-Looking Intellectuals.
Alsema had in de Nederlandse speelfilm Honeyz een bijrol als schoonmaker. Hij was de enige van de vierkoppige cast die niet was genomineerd voor een Gouden Ui.
Alsema werd in Colombia hoofdredacteur van Colombia Reports, een Engelstalige website over Colombia.

## Discografie
- Sexybunnylove (Irrational Library, 2004)